# 坑坑店站
坑坑店站是位于四川省广元市旺苍县三江镇竟成村的一个铁路车站，邮政编码628209。车站建于1993年，有广巴铁路经过该站。车站距离广元南站99公里，隶属成都铁路局广元车务段，无客、货运业务，主要进行接发列车、中转车的调车作业等，日均接发列车7趟次，为四等站。